# Beroe ovata
Beroe ovata е ктенофор от семейство Beroidae.
Естественият му ареал е в южната част на Атлантическия океан и крайбрежните води на САЩ и Канада, но е интродуциран и в Егейско, Черно и Каспийско море.

## Описание
Beroe ovata е пелагичен вид, плуващ свободно във водния стълб. Има висока толерантност към различни нива на соленост. Обикновено достига 6 – 7 cm на дължина, но максимално може да достига и до 16 cm. Има белезникав, розов или червеникаво-кафяв цвят и овална форма на тялото. Няма пипалца. Вместо това има голяма устна и надлъжни издатини. Тялото прилича на найлонова торбичка във водата.
Ктенофорът е важно звено в хранителната верига. Храни се с ларви на риби и ракообразни. Живее на дълбочина от 0,5 m до 1719 m. Не е отровен.

## В Черно море
Когато ктенофорът Mnemiopsis leidyi е случайно интродуциран в Черно море през 1980-те години, той процъфтява и към 1989 г. в морето се намират до 400 индивида на кубичен метър вода. Той се съревновава с местната риба за храна, а също така се храни с техните яйца и ларви – балансът на екосистемата е нарушен. Beroe ovata, който се храни с Mnemiopsis leidyi, е донесен като мярка за възстановяване на баланса. Този подход се оказва успешен. Биомасата на M. leidyi започва да се натрупва в Черно море около юли-август, което кара популацията на B. ovata  рязко да се покачи, което от своя страна намалява числеността M. leidyi до безопасно за екосистемата ниво. По този начин B. ovata значително намалява пагубното въздействие на M. leidyi върху зоопланктона.